# Юнлюдже
Юнлюдже (на турски: Yünlüce) е село в община Лалапаша, област Одрин, Турция.

## География
Село Юнлюдже се намира на разстояние 24 километра от областния център Одрин и на 13 километра от общинския център Лалапаша.

## История
В XIX век Юнлюдже е българско село в Одринска кааза на Одринския вилает на Османската империя. Според „Етнография на вилаетите Адрианопол, Монастир и Салоника“, издадена в Константинопол в 1878 година и отразяваща статистиката на населението от 1873 година, Юлудже (Uloudje) има 12 домакинства и 53 българи.
Според статистиката на професор Любомир Милетич в 1912 година в селото живеят 6 български екзархийски семейства или 31 души.
Българското население на Юнлюдже се изселва след Междусъюзническата война в 1913 година.